# ライジングフレーム
ライジングフレーム (英: Rising Flame) はアイルランド生産、イギリス調教の競走馬。引退後の1952年に種牡馬として日本へ輸出され、数多くの名馬を輩出した。1958年-1960年リーディングサイアー。

## 経歴
競走馬時代はイギリスで走り、2歳から4歳までに6勝を挙げた。重賞勝利はないが、セントジェームズパレスステークス2着、2000ギニー、 ダービーステークスでそれぞれ5着と好走している。引退後はイギリスで種牡馬入りしたが、翌年すぐに競走馬輸入が解禁された日本の農林水産省によって購買された。日本到着後は軽種馬生産農業協同組合に貸与される形で静内で供用された。
当時世界的な広がりを見せていたネアルコの血が日本に持ち込まれる嚆矢となった存在であるが、種牡馬入り当初はアラブとの交配が多く、初年度の産駒には「アラブの怪物」と謳われ顕彰馬となっているセイユウや、のちにアラブの大種牡馬となるハマノオー、ホシヒカリなどを輩出し、2年目にもセイユウの全弟となるシュンエイを送り出している。サラブレッドでは1958年にヒシマサルが最良スプリンターを受賞してはいたが、なかなか八大競走には縁がなく、1960年にトキノキロクが桜花賞を制したのが最初となった。この年には2年目産駒のオーテモンも天皇賞（秋）を制し、以後ミスマサコ、チトセホープがそれぞれ桜花賞、優駿牝馬に勝利している。
その後も八大競走の勝ち馬こそ出なかったものの、コンスタントに活躍馬を輩出し続け常に上位でリーディングサイアーを争ったが、1966年に死亡。その後ライジングフレームの父系はチャイナロック、ネヴァービート、パーソロン、テスコボーイといった新鋭種牡馬に押されて急激に衰退していった。スピード能力をよく受け継ぎ、後継種牡馬として最も有望だったかも知れないヒシマサルが早死にし、ライジングウイナー、オーテモン、インターナショナルなどの後継種牡馬の多くは成果を残せなかったりアラブ専用の種牡馬として用いられるなどし、1970年代中盤にはほぼ姿を消した。
最晩年の産駒で東京競馬場のダート2100メートルのレコードを30年近く保持していたことで知られるゴールドライジンと、ヒシマサルの孫でマルゼンスキーのライバルとして知られるヒシスピードがライジングフレーム系最後の後継馬となり、1980年代前半まで種牡馬として活動していたが、ゴールドライジンは、東北優駿や不来方賞などに勝ったスーパーライジンを出したが中央競馬では1・2勝した馬を数頭出したのみ、ヒシスピードはどういう訳か産駒のほとんどが競走に耐えられない虚弱体質だったため早々に種牡馬引退、1991年に同馬の産駒であるヒシアトメ（北関東で8勝）が競走馬を引退した時点でライジングフレームの直系子孫のサラブレッド競走馬が不在となった。その後もヒシスピードは生まれ故郷の牧場で余生を送っていたが2004年に天寿を全うし、これをもってライジングフレームの父系はサラブレッドとしては完全に滅亡した。しかしその後も母の父として大きな影響力を保持し、キタノカチドキなどの活躍馬に影響を与えている。キタノカチドキの半妹ニホンピロエバートはニホンピロウイナーの母となり、その血を現代に伝えている。
その勝利数の割に八大競走の勝ち馬があまりいなかったため、同年代の大種牡馬ヒンドスタンと比較され「格のヒンドスタン、ハンデのライジングフレーム」「質のヒンドスタン、数のライジングフレーム」などといった揶揄もあったが、しかし産駒が挙げた総勝利数1379（うちサラブレッド1231）、1958年の年間勝利数176は当時の史上最多記録であり、ノーザンテースト、サンデーサイレンスの出現まで30年以上に渡って保持され続けた偉大といえる数字である。当時の重賞は基本的に格の高い競走は長距離戦とされ、どちらかといえば中距離までで産駒の良績が目立つライジングフレームは時代に少し早かった感はあるが、そのスピードの血は上述したように日本の競馬に確実に影響を残している。
2000年には日本中央競馬会の広報誌『優駿』誌上で識者によって選定された「20世紀の輸入種牡馬ベスト20」にも名を連ねている。

### 主な記録
- リーディングサイアー3回（1958年-1960年）
- リーディングブルードメアサイアー1回（1973年）
- 産駒勝利数1379勝（歴代9位[註 2]）
- 産駒年間勝利176勝（当時最多記録）

## 主な産駒
- 1954年産
  - セイユウ（七夕賞、福島記念、セントライト記念、読売カップ・春、読売カップ・秋）
    - 1956・1957年度最優秀アラブ
    - 顕彰馬

  - ライジングウイナー（京都記念）
    - 1956年度最優秀3歳牡馬

  - シンセカイイチ（毎日杯）
  - ミスセイハ（クイーンステークス）
- 1955年産
  - オーテモン（天皇賞（秋）、東京記念、日本経済賞）
    - 1960年度最優秀5歳以上牡馬

  - ヒシマサル（セントライト記念、毎日王冠、安田記念、日本経済賞）
    - 1958年度最良スプリンター

  - シュンエイ（タマツバキ記念・春、読売カップ・春、タマツバキ記念・秋、読売カップ・秋）
  - ホウシュウサクラ（京都杯）
  - ミスイエリュウ（朝日チャレンジカップ）
  - タツテル（京阪杯）
  - シユンメ（阪神牝馬特別）
- 1956年産
  - ウネビヒカリ（朝日杯3歳ステークス、毎日王冠、オールカマー）
    - 1958年度最優秀3歳牡馬

  - インターナショナル（阪神3歳ステークス）
  - ハツライ（神戸杯、毎日杯）
  - ヤマトノハナ（オータムハンデキャップ）
    - 1960年度最優秀5歳以上牝馬

  - シゲミノル（日本短波賞）
  - ミスヒガシオー（クイーンステークス）
- 1957年産
  - トキノキロク（桜花賞）
    - 1961年度最優秀5歳以上牝馬

  - タイゴンオー（京都記念、毎日杯）
- 1958年産
  - チトセホープ（優駿牝馬）
    - 1961年度最優秀4歳牝馬

  - リュウライト（阪神3歳ステークス、京都記念、朝日チャレンジカップ、金鯱賞）
  - ミスケイコ（京都杯、阪急杯）
- 1959年産
  - オヤシオ（NHK杯）
  - アサユキ（オータムハンデキャップ）
  - タカシゲ（京都4歳特別）
  - ライジングマサル（きさらぎ賞）
  - タカライジン（京都大障害（秋））
    - 1961年度最優秀障害馬
- 1960年産
  - ミスマサコ（桜花賞）
- 1964年産
  - メジロフレーム（京成杯3歳ステークス、スプリングステークス）
- 1965年産
  - クリカシワ（函館記念、京阪杯）

### ブルードメアサイアーとしての主な産駒
※八大競走優勝馬のみ記載
- シーエース（1964年産 桜花賞）
- リキエイカン（1966年産 天皇賞（春）、阪神3歳ステークスなど）
- ヒデコトブキ（1966年産 桜花賞など）
- キタノカチドキ（1971年産 皐月賞、菊花賞、阪神3歳ステークスなど）
  - 1973年度最優秀3歳牝馬
  - 1974年度代表馬・最優秀4歳牡馬

## 血統表
| ライジングフレームの血統（ベンドア系（エクリプス系） / Pharos 4×3=18.75%、Cyllene5×5=6.25%） | ライジングフレームの血統（ベンドア系（エクリプス系） / Pharos 4×3=18.75%、Cyllene5×5=6.25%） | ライジングフレームの血統（ベンドア系（エクリプス系） / Pharos 4×3=18.75%、Cyllene5×5=6.25%） | （血統表の出典）     | （血統表の出典） |
| 父 The Phoenix イギリス 1940 鹿毛                                                            | 父の父Chateau Bouscaut フランス 1927 鹿毛                                                    | Kircubbin                                                                                    | Captivation          | Captivation      |
| 父 The Phoenix イギリス 1940 鹿毛                                                            | 父の父Chateau Bouscaut フランス 1927 鹿毛                                                    | Kircubbin                                                                                    | Avon Hack            |                  |
| 父 The Phoenix イギリス 1940 鹿毛                                                            | 父の父Chateau Bouscaut フランス 1927 鹿毛                                                    | Ramondie                                                                                     | Neil Gow             | Neil Gow         |
| 父 The Phoenix イギリス 1940 鹿毛                                                            | 父の父Chateau Bouscaut フランス 1927 鹿毛                                                    | Ramondie                                                                                     | La Rille             |                  |
| 父 The Phoenix イギリス 1940 鹿毛                                                            | 父の母Fille de Poete イギリス 1935 栗毛                                                      | Firdaussi                                                                                    | Pharos               | Pharos           |
| 父 The Phoenix イギリス 1940 鹿毛                                                            | 父の母Fille de Poete イギリス 1935 栗毛                                                      | Firdaussi                                                                                    | Brownhylda           |                  |
| 父 The Phoenix イギリス 1940 鹿毛                                                            | 父の母Fille de Poete イギリス 1935 栗毛                                                      | Fille d'Amour                                                                                | Hurry On             | Hurry On         |
| 父 The Phoenix イギリス 1940 鹿毛                                                            | 父の母Fille de Poete イギリス 1935 栗毛                                                      | Fille d'Amour                                                                                | Friar's Daughter     |                  |
| 母 Admirable アイルランド 1942 黒鹿毛                                                        | 母の父Nearco イタリア 1935 鹿毛                                                              | Pharos                                                                                       | Phalaris             | Phalaris         |
| 母 Admirable アイルランド 1942 黒鹿毛                                                        | 母の父Nearco イタリア 1935 鹿毛                                                              | Pharos                                                                                       | Scapa Flow           |                  |
| 母 Admirable アイルランド 1942 黒鹿毛                                                        | 母の父Nearco イタリア 1935 鹿毛                                                              | Nogara                                                                                       | Havresac             | Havresac         |
| 母 Admirable アイルランド 1942 黒鹿毛                                                        | 母の父Nearco イタリア 1935 鹿毛                                                              | Nogara                                                                                       | Catnip               |                  |
| 母 Admirable アイルランド 1942 黒鹿毛                                                        | 母の母Silvia イギリス 1927 鹿毛                                                              | Craig an Eran                                                                                | Sunstar              | Sunstar          |
| 母 Admirable アイルランド 1942 黒鹿毛                                                        | 母の母Silvia イギリス 1927 鹿毛                                                              | Craig an Eran                                                                                | Maid of the Mist     |                  |
| 母 Admirable アイルランド 1942 黒鹿毛                                                        | 母の母Silvia イギリス 1927 鹿毛                                                              | Angela                                                                                       | Lomond               | Lomond           |
| 母 Admirable アイルランド 1942 黒鹿毛                                                        | 母の母Silvia イギリス 1927 鹿毛                                                              | Angela                                                                                       | La Danseuse F-No.2-o |                  |

母Admirable はアイリッシュオークスの優勝馬。甥に種牡馬として日本に輸入され、カツラギエースの父となったボイズィーボーイがいる。ほか変わったところに、従妹にカリブ海の島国バルバドスのバルバドスギニー（2000ギニーに相当）を勝ったAirwaysという牝馬がいる。